# Тай Отоси
Тай Отоси (яп. 体落 тай отоси, букв. «сбрасывание туловища», передняя подножка) — приём в дзюдо, входящий в раздел бросков, группу бросков из стойки, класс бросков для проведения которых в основном используются руки. 
Бросок за шестым номером входит во вторую группу дай никкю списка приёмов дзюдо син-го кю 1920 года разработанного Дзигоро Кано. В настоящее время входит в список 67 приёмов Кодокан-дзюдо. . Представляет собой собственно переднюю подножку . 
Бросок является коронным приёмом Владимира Путина 